# 谢炳 (嘉定县知县)
谢炳（？—？），安徽繁昌人，清朝政治人物。廪贡生出身。

## 生平
同治二年，擔任嘉定县知县一职，同年九月，由李萼馨接任。
著有关于太平天国的书籍《金陵癸甲纪事略》。